# Вилијам А. Вилер
Вилијам Алмон Вилер (енгл. William Almon Wheeler; Малон, 30. јун 1819 — Малон, 4. јун 1887) је био амерички политичар који је служио као представник из Њујорка, и као 19. потпредседник Сједињених Држава у периоду од 1877. до 1881, за време мандата председника Радерфорда Б. Хејза.
Као потпредседник је инаугурисан у марту 1877, и на дужности је био до марта 1881. Супруга му је преминула само три месеца пре него што је ступио на дужност, и био је чест гост на без-алкохолним ручковима у Белој кући. Као потпредседник, Вилер је председавао сенатом. По Хејзовим речима, Вилер је „био један од ретких потпредседника који су били у срдачним односима, интимно и пријатељски, са Председником. Наша породица га је од срца волела“.
Хејз је објавио да неће да се кандидује за други мандат, а Републиканска странка је одлучила да не кандидује Вилера на наредним изборима. Након завршетка мандата се услед лошег здравља повукао из јавног живота и активног бављења бизнисом.